# Tlatlaya
Tlatlaya è un comune del Messico, situato nello stato di Messico.